# 그루포 이마헨
그루포 이마헨(스페인어: Grupo Imagen)는 멕시코의 방송이다 그리고 라디오. 멕시코시티에 본사를 두고 있다.

## 역사
그루포 이마헨은 1962년 그루포 이마헨무선 통신(Grupo Imagen Comunicación en Radio)로 설립되었습니다, XEDA-AM 및 FM 운영, 1964년에 라디오 메트로폴리타나와 그 방송국인 XELA-AM 및 FM을 인수했습니다, 1980년대에 XELA-FM은 XHDL-FM "Dial FM"이 되었고 1990년에는 "Radioactivo"라는 이름으로 형식을 록으로 변경했다.
같은 10년 동안 XEDA를 Radio S.A.에 매각하고 XELA-AM, XEDA-FM, XHMVS-FM 102.5 및 XHMRD-FM 104.9 방송국을 운영하기 위해 MVS Radio와 제휴를 맺었다. 제휴는 2001년에 종료됩니다, 같은 해에 그들은 XEDA를 다시 시작하고 2002년에 XELA 스테이션은 XEITE-AM이 됩니다(동일한 해 8월에 판매할 예정임), 2004년에 XHDL-FM 방송국은 "Reporte 98.5"가 된다.
2003년에 그루포 이마헨은 그루포 앙헬레스 비즈니스(Grupo Empresarial Ángeles)에 50천만 달러에 인수되었습니다, 2004년에 그들은 멕시코 시티에 있는 텔레비전 방송국 XHRAE-TDT를 인수하여 2007년에 XHTRES-TDT "Cadenatres"가 되었고 2008년에는 엑셀시어 TV(Excélsior TV) 채널이 만들어졌고 체인쓰리(Cadenatres)는 2015년 이마헨 텔레비시온(Imagen Televisión)에 찬성하여 2014년에 운영을 중단했다.

## 운영 채널

### 지상파 네트워크
- Imagen Televisión : Cadenatres를 대체하기 위해 2015년에 방송용 TV용으로 만든 회사의 메인 채널이다.
- Excélsior TV : 2008년에 생성된 주요 뉴스 체인
- Cadenatres : 2008년에 생성되어 2014년에 폐쇄된 회사의 이전 텔레비전 네트워크

### 라디오 방송국
멕시코 전역에 소유 및 제휴된 31개의 라디오 방송국이 있다.
- Imagen Radio (XEDA-FM) : 메인 라디오 방송국
- Imagen Radio 97.3 FM (XHCHI-FM) : 치와와주 치와와주에 있는 라디오 방송국.
- Radio Latina (XHLTN-FM) : 바하칼리포르니아주 티후아나의 라디오 방송국
- La Kaliente (XHHLL-FM 90.7 FM / XHDE-FM 105.1 FM) : 특히 에르모시요 소노라주 및 살티요 코아우일라주의 라디오 방송국

### 저널리즘
그들은 멕시코에서 가장 오래된 신문 중 하나인 엑셀시어를 소유하고 있으며 2013년에 586만 멕시코 페소에 인수했다.

### 인터넷
2016년에 그들은 HuffPost México를 시작하기 위해 Huffington Post와 제휴를 맺었고, 2019년에 HuffPost가 문을 닫고 Imagen Digital로 대체되었다.

### 다른 행동
그들은 소노란 적갈색 축구 클럽의 30%를 소유하고 있다.